# قشتمر (مسلسل)

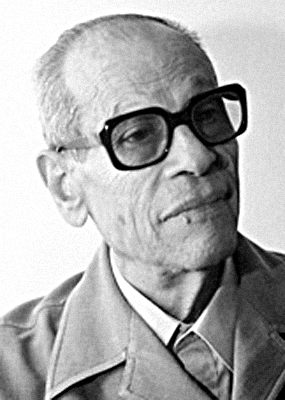
نجيب محفوظ

قشتمر مسلسل من إنتاج عام 1993 من رواية الأديب العالمي الراحل نجيب محفوظ.

## ملخص القصة
طاهر وحمادة من أبناء الأسر الثرية تجمعهم صداقة قوية بثلاثة من أبناء الطبقة الفقيرة، حيث يلتقون باستمرار على مقهى (قشتمر)، ويعاصرون فترات سياسية مختلفة بداية من مقتل النقراشي وحريق القاهرة وقيام ثورة يوليو، فهل هذه الأحداث ستؤثر على علاقة الصداقة بينهم.

## الأبطال
- محمود الجندي
- مدحت صالح
- عبدالعزيز مخيون
- وائل نور
- سمية الألفي
- سوسن بدر

### فريق العمل
- قصة: نجيب محفوظ
- إخراج:علية يس